# U 869
U 869 war ein deutsches U-Boot vom Typ IX C/40, das im Zweiten Weltkrieg von der damaligen deutschen Kriegsmarine im Nordatlantik und dem Seegebiet vor Großbritannien eingesetzt wurde.

## Geschichte
U 869 sank im Jahr 1945 vor der nordamerikanischen Küste, 70 km vor New Jersey, und ist heute als Wrack betauchbar.
Im Jahr 1991 wurde es zufällig von einem Fischerboot entdeckt und in den folgenden Jahren von amerikanischen Tauchern (unter anderem John Chatterton und Richard Kohler, Steve Feldmann †, Chrissy Rouse †, Chris Rouse †) in einer Wassertiefe von 70 Metern mehrfach betaucht.
1997 konnte es anhand einer Ersatzteilkiste, die sich im schwer zugänglichen Elektromotorenraum befand, eindeutig identifiziert werden. Bis zu diesem Zeitpunkt gab es in den historischen Unterlagen keinen Hinweis auf ein dort gesunkenes deutsches U-Boot, da man annahm, U 869 sei in der Nähe von Gibraltar gesunken. Nach dem Fund wurde vermutet, dass das Boot durch einen fehlgeleiteten Torpedo versenkt worden war. Diese Theorie konnte zwar nicht die Schäden am Boot erklären, aber es gab keine bessere, da in dieser Region keine Angriffe auf U-Boote bekannt geworden waren.
Erst im Juni 2005 wurde die Versenkung von U 869 mit einem Vorfall, an dem die US-Geleitzerstörer der Edsall-Klasse Howard D. Crow (DE-252) und Koiner (DE-331) beteiligt waren, in Verbindung gebracht. Am 11. Februar 1945 warfen sie Wasserbomben auf ein vermeintliches U-Boot. Der Sonarkontakt bewegte sich jedoch nicht, und obwohl Luftblasen und Öl an die Oberfläche traten, wurde der Vorfall als Angriff auf ein Wrack interpretiert. Auch nach dem Krieg, als Unterlagen der Alliierten mit denen der Deutschen abgeglichen wurden, gab es keinen Hinweis darauf, dass ein U-Boot in der Nähe gewesen sein könnte, wodurch der Vorfall in Vergessenheit geriet.
Das Wrack von U 869 liegt nur 4,5 Seemeilen vom damaligen Angriffspunkt der Howard D. Crow entfernt; Schätzungen ergaben, dass U 869 diese Position etwa am 11. Februar erreicht haben könnte. Daher gilt als sicher, dass die Howard D. Crow U 869 versenkt hat (Lage des Wracks: 39° 20′ N, 73° 12′ W). Die Einschätzung, dass es sich um ein Wrack gehandelt hat, dürfte darin begründet gewesen sein, dass bereits eine der ersten Wasserbomben eines der beiden tödlichen Löcher in den Rumpf gerissen hatte.
Der einzige Überlebende der Besatzung war Funk-Gefreiter Herbert Guschewski († 2007), der wegen einer Lungenentzündung im Lazarett in Stettin blieb.

## TV- und Kinofilmdokumentationen
- Hitler's Lost Sub, gesendet auf PBS in der Reihe NOVA am 14. November 2000, sowie (in leicht geänderter Fassung) in Großbritannien unter dem Titel The Mystery of the Missing U-boat und am 25. Mai 2001 in Deutschland u.d.T. Letzte Feindfahrt: Das Rätselhafte Schicksal von U869 (SPIEGEL TV Themenabend; Wdh. bei XXP: 22.  März 2005). Hitler's Lost Sub ist in der NOVA-Fassung auch als VHS-Video und DVD (2004) erhältlich. Transkription des amerikanischen Originaltextes siehe:
- Für 2007 kündigten sowohl Ridley Scott als auch Peter Weir eine Kinoverfilmung des Buches von Robert Kurson an; ebenfalls unter dem Titel Shadow Divers.